# ライブがはねたら
「ライブがはねたら」は、NOKKOの6枚目のシングルである。1994年6月22日発売。発売元はSony Records。

## 概要
- 表題曲は「ライブがはねたら」の“あいしてるヴァージョン”で、カップリング曲は“だいすきヴァージョン”と“いつもいっしょヴァージョン”が収録されている。アルバム『colored』には、“もうはなさないVersion”が収録された。
- NOKKO本人が出演したカルピスウォーターライトCMソング[2]

## 収録曲
- 全作詞・作曲：NOKKO

1. ライブがはねたら (あいしてるヴァージョン)
  - 編曲：NOKKO
2. ライブがはねたら (だいすきヴァージョン)
  - 編曲：藤井丈司
3. ライブがはねたら (いつもいっしょよヴァージョン)
  - 編曲：岩崎工

## 収録アルバム
- colored (#1、もうはなさない Version)
- THE BEST OF NOKKO (#1)
- NOKKO'S SELECTION, NOKKO'S BEST (#1、2006 New Edit Version)